# Kanton Le Grand-Bourg
Le Grand-Bourg is een kanton van het Franse departement Creuse. Het kanton maakt deel uit van het arrondissement Guéret.

## Gemeenten
Het kanton Le Grand-Bourg omvat de volgende 7 gemeenten:
- Chamborand
- Fleurat
- Le Grand-Bourg
- Lizières
- Saint-Étienne-de-Fursac
- Saint-Pierre-de-Fursac
- Saint-Priest-la-Plaine

Door de herindeling van de kanton bij decreet van 17 februari 2014, met uitwerking op 22 maart 2015 werd het kanton uitgebreid met alle 10 gemeenten van het opgeheven kanton Bénévent-l'Abbaye.

Op 1 januari 2017 werden de gemeenten Saint-Étienne-de-Fursac en Saint-Pierre-de-Fursac samengevoegd tot de fusiegemeente (commune nouvelle) Fursac.
Sindsdien omvat het kanton volgende 16 gemeenten
- Arrènes
- Augères
- Aulon
- Azat-Châtenet
- Bénévent-l'Abbaye
- Ceyroux
- Chamborand
- Châtelus-le-Marcheix
- Fleurat
- Fursac
- Le Grand-Bourg
- Lizières
- Marsac
- Mourioux-Vieilleville
- Saint-Goussaud
- Saint-Priest-la-Plaine